# Eureka (Illinois)
Eureka ist eine Kleinstadt (mit dem Status „City“) und Verwaltungssitz des Woodford County im nördlichen Zentrum des US-amerikanischen Bundesstaates Illinois. Das U.S. Census Bureau hat bei der Volkszählung 2020 eine Einwohnerzahl von 5.227 ermittelt.

## Geografie
Eureka liegt auf 40°42'56" nördlicher Breite und 89°16'31" westlicher Länge. Die Stadt erstreckt sich über 7,1 km², die sich auf 7,0 km² Land- und 0,1 km² Wasserfläche verteilen.
Im Stadtzentrum von Eureka kreuzen sich der in Ost-West-Richtung verlaufende U.S. Highway 24 und die Illinois State Route 117. 11,2 km südlich der Stadt verläuft die Interstate 74, der die kürzeste Verbindung von den Quad Cities nach Indianapolis bildet.
Eine Eisenbahnlinie der Toledo, Peoria and Western Railway verläuft in West-Ost-Richtung durch Eureka.
Die nächste Großstadt ist das 29,4 km westlich gelegene Peoria.
Illinois’ Hauptstadt Springfield liegt 135 km südsüdwestlich von Eureka, Chicago liegt 221 km im Nordosten.

## Demografische Daten
Nach der Volkszählung im Jahr 2010 lebten in Eureka 5295 Menschen in 1889 Haushalten. Die Bevölkerungsdichte betrug 7,1 Einwohner pro Quadratkilometer. In den 1889 Haushalten lebten statistisch je 2,47 Personen.
Ethnisch betrachtet setzte sich die Bevölkerung zusammen aus 97,3 Prozent Weißen, 0,5 Prozent Afroamerikanern, 0,2 Prozent amerikanischen Ureinwohnern, 0,2 Prozent Asiaten sowie 0,4 Prozent aus anderen ethnischen Gruppen; 1,5 Prozent stammten von zwei oder mehr Ethnien ab. Unabhängig von der ethnischen Zugehörigkeit waren 2,1 Prozent der Bevölkerung spanischer oder lateinamerikanischer Abstammung.
23,5 Prozent der Bevölkerung waren unter 18 Jahre alt, 58,6 Prozent waren zwischen 18 und 64 und 17,9 Prozent waren 65 Jahre oder älter. 52,1 Prozent der Bevölkerung war weiblich.

Das mittlere jährliche Einkommen eines Haushalts lag bei 48.915 USD. Das Pro-Kopf-Einkommen betrug 21.706 USD. 14,3 Prozent der Einwohner lebten unterhalb der Armutsgrenze.

## Bekannte Bewohner
- Donald Attig – Segler, Bootsbauer, besuchte das Eureka College
- William Perry Hay (1872–1947), Paläontologe, Zoologe und Hochschullehrer, geboren in Eureka
- Ronald Reagan (1911–2004) – 40. Präsident der USA, besuchte das Eureka College
- Andy Studebaker – American-Football-Profi in der NFL, geboren in Eureka
- Ben Zobrist – Major-League-Baseball-Profi bei den Tampa Bay Rays, aufgewachsen in Eureka